# Linda Sharrock
Linda Sharrock (* 2. April 1947 in Philadelphia als Linda Chambers) ist eine US-amerikanische Jazzsängerin.

## Leben und Wirken
Sharrock sang zunächst in Gospel- und in Schulchören und erhielt klassischen Gesangsunterricht. Mit 17 Jahren zog sie für ein Kunststudium nach New York City, stieg dann jedoch als Jazzsängerin in den Gruppen von Pharoah Sanders, Milford Graves, Sirone, Joe Bonner und Sonny Sharrock, ihrem späteren Ehemann, ein. Sie trat bei Herbie Mann auf und leitete mit ihrem Mann Gruppen wie The Band of Outlaws oder Band of Savages. Mit ihrem Mann nahm sie die Platten „Black Woman“ (1969), „Monkey-Pockie Boo“ (1970) und „Paradise“ (1975) auf; zwar war sie auf den beiden ersten Alben jeweils auf dem Titelbild zu sehen, doch nur auf dem dritten Album erschien ihr Name gleichberechtigt neben ihrem Mann. Nach ihrer Scheidung 1978 zog sie sich für einige Zeit aus dem Musikgeschäft zurück.
Nach einer längeren Reise durch Asien fand sie in Wien eine neue Basis für eine zweite Jazzkarriere. Gemeinsam mit ihrem zweiten Ehemann Wolfgang Puschnig trat sie mit dem Trio AM4 ebenso auf wie mit den Pat Brothers und der aus diesen und den Perkussionisten von Samulnori gebildeten Formation Red Sun. Ihr Album „On Holiday“ gilt als ein gelungener Versuch eines zeitgenössischen Zugangs zu Billie Holiday. Sharrock und Puschnig spielten auch in Trios mit Arto Tunçboyacıyan (Live-Album auf dem Festival de Jazz Vitoria-Gasteiz 1995) oder Michel Godard. Auf ihrer CD „Confessions“ (2005), die mit dem Hans-Koller-Preis 2005 als „Album des Jahres“ bedacht wurde, spielte sie mit dem französischen Pianisten Stéphan Oliva und dem Bassisten Claude Tchamitchian. 2014 legte Sharrock mit ihrer Band Sharrock Network das Album No Is No vor, dem 2016 weitere Tonträger folgten.

## Diskographische Hinweise
- Sonny & Linda Sharrock Paradise (ATCO 1975, mit Kenny Armstrong, Dave Artis, Buddy Williams, Sonny Bonillia)
- Joe Bonner Angel Eyes (Muse Records 1975, mit Billy Harper, Leroy Jenkins, Juni Booth, Jimmy Hopps)
- Zenit Straight Ahead (1986, mit Hannes Treiber, Willi Langer, Thomas Zech. Thomas Schwebisch und Andi Winter)
- On Holiday (Polydor 1990)
- Linda Sharrock & The Three Man Band (Moers Music 1991, mit W. Puschnig, Jamaaladeen Tacuma, Frank Samba)
- Linda Sharrock & Eric Watson Listen to the Night (Owl 1994)
- Confessions (Quinton 2005)
- No Is No (Don't Fuck Around With Your Women) (Improvising Beings 2014, mit Itaru Oki, Mario Rechtern, Makoto Sato, Eric Zinman, Yoram Rosilio)
- The Linda Sharrock Network They Begin to Speak (Improvising Beings 2016, mit Itaru Oki, Cyprien Busolini, Mario Rechtern, Eric Zinman, Claude Parle, Makoto Sato, Yoram Rosilio bzw. Derek Saw, John Jasnoch, Charlie Collins)

## Lexikalische Einträge
- Martin Kunzler: Jazz-Lexikon. Band 2: M–Z (= rororo-Sachbuch. Bd. 16513). 2. Auflage. Rowohlt, Reinbek bei Hamburg 2004, ISBN 3-499-16513-9.
- Reinhold Westphal: Linda Sharrock. In: Oesterreichisches Musiklexikon. Online-Ausgabe, Wien 2002 ff., ISBN 3-7001-3077-5.
- Gary W. Kennedy, „Linda Sharrock“. Grove Jazz online.